# Disocactus martianus
Disocactus martianus là một loài thực vật có hoa trong họ Cactaceae. Loài này được (Zucc. ex Pfeiff.) Barthlott mô tả khoa học đầu tiên năm 1991.

## Hình ảnh

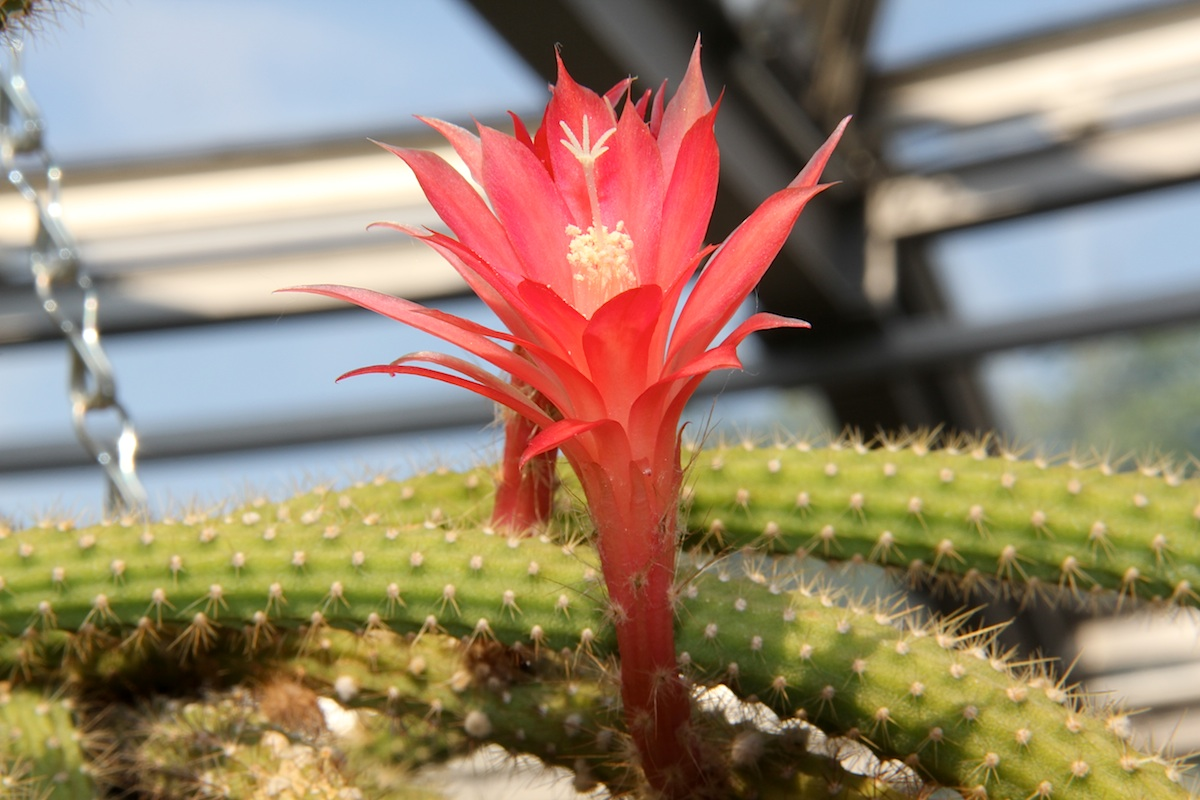
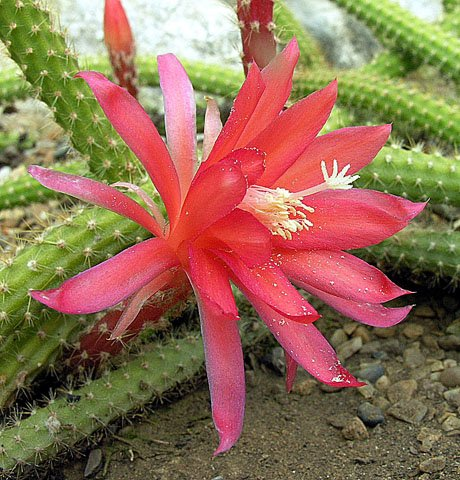
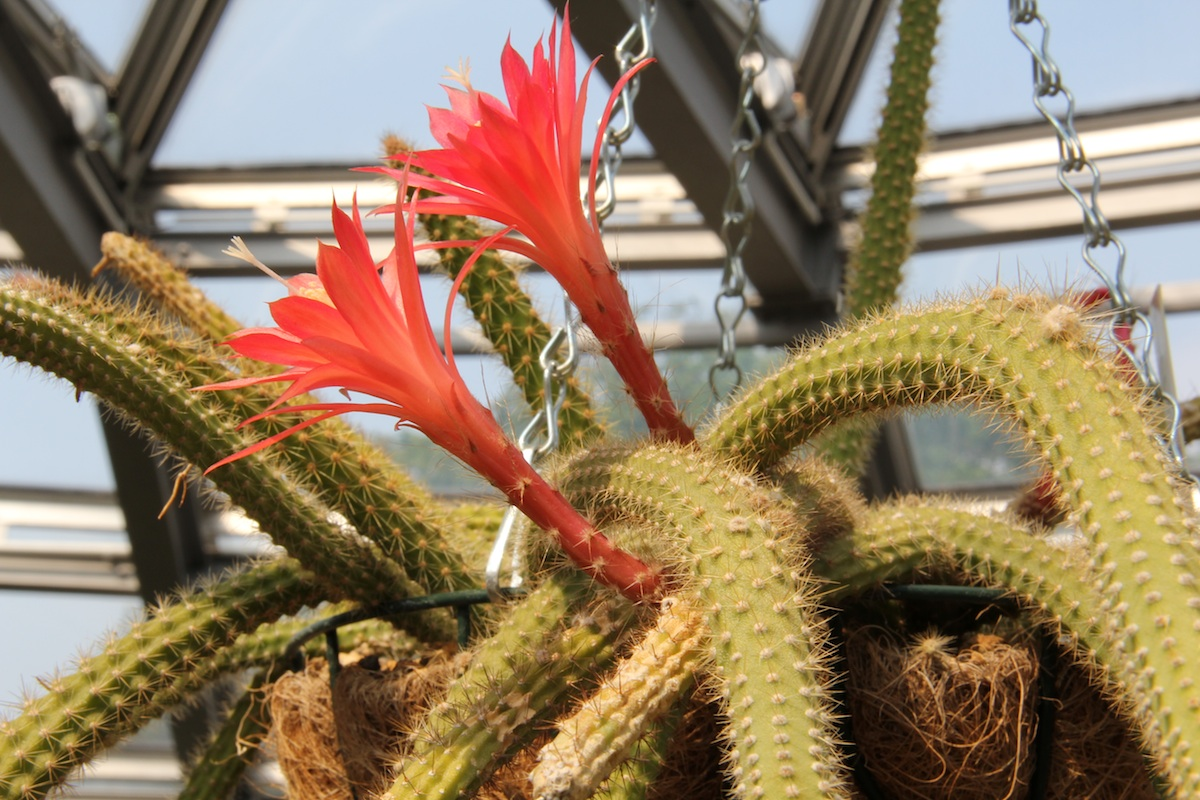
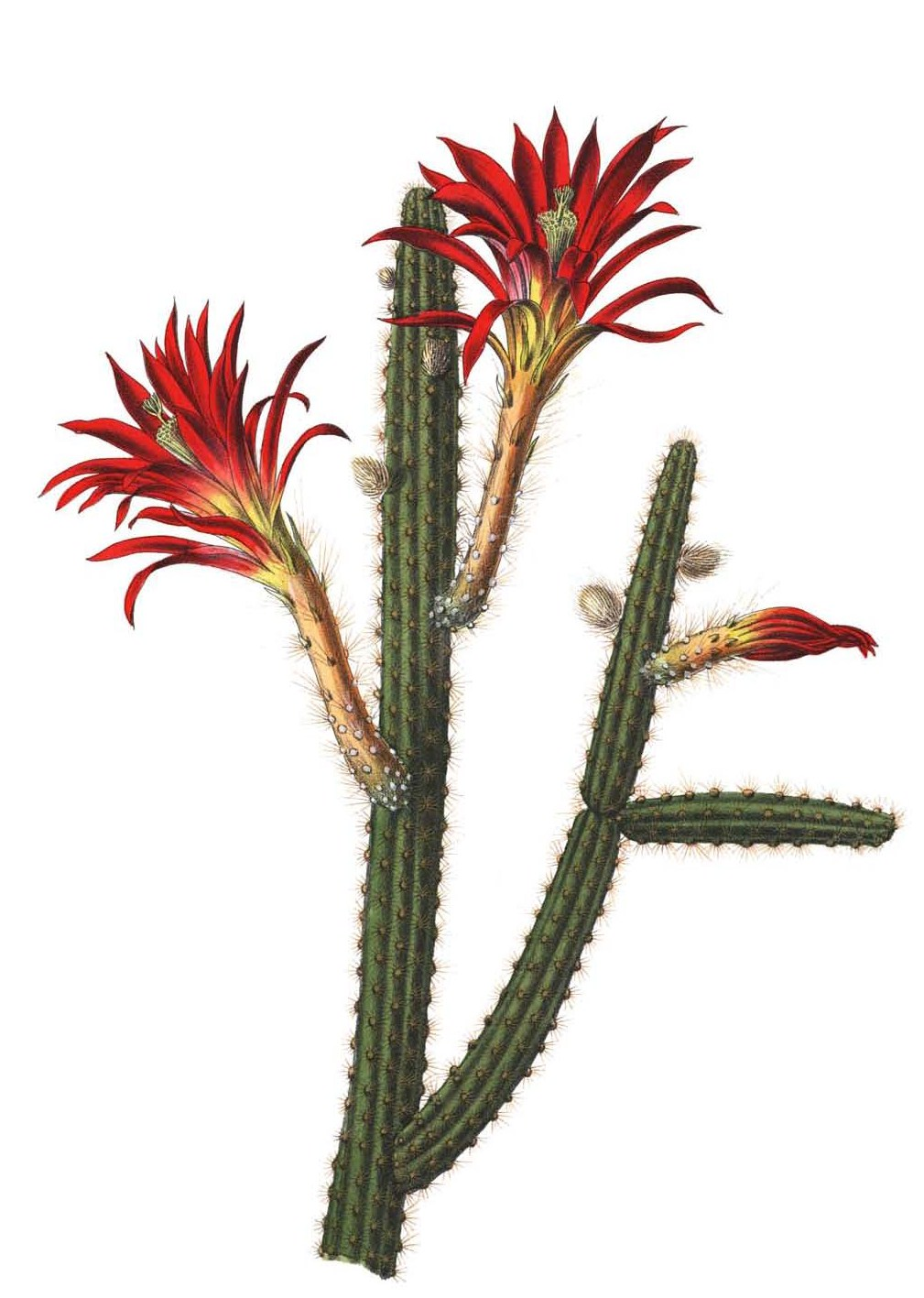